# ماتیاس اندرسون
ماتیاس اندرسون (انگلیسی: Mattias Andersson؛ زادهٔ ۱۳ مارس ۱۹۹۸) بازیکن فوتبال اهل سوئد است.
از باشگاه‌هایی که اندرسون در آن بازی کرده‌است می‌توان به باشگاه فوتبال زیر ۲۳ سال یوونتوس اشاره کرد.